# Gigantorhynchus
Ne pas confondre avec le genre fossile de brachiopodes Gigantorhynchus.
Genre
Gigantorhynchus est un genre d'acanthocéphales de la famille des Gigantorhynchidae.

## Distribution
Cette espèce se rencontre en Amérique du Sud sauf Gigantorhynchus pesteri d'Afrique australe.

## Description
Corps de grande taille, long et mince, avec une esquisse de pseudo-segmentation ou, tout au moins, d’annulation. Proboscis assez régulièrement cylindrique ou tronc-conique, portant une couronne apicale de forts crochets à racines recourbées, le reste de la trompe étant garni de très petites épines droites et touffues, dépourvues de racines. Réceptacle divisé en deux portions, une antérieure à paroi épaisse, allant en s’amincissant vers l’arrière, et une postérieure. Lemnisci filamenteux, très longs. Organes génitaux mâles disposés dans la moitié postérieure du tronc. Embryophores à coque compacte et granuleuse.
Au stade adulte, ils parasitent le tube digestif des édentés xénarthres ou des opossums sauf Gigantorhynchus pesteri de babouins.
L’association est certainement ancienne puisque les Xenarthra sont connus du Pléistocène.
Les hôtes intermédiaires sont très vraisemblablement des termites.

## Liste des espèces
Selon BioLib (5 janvier 2020) :

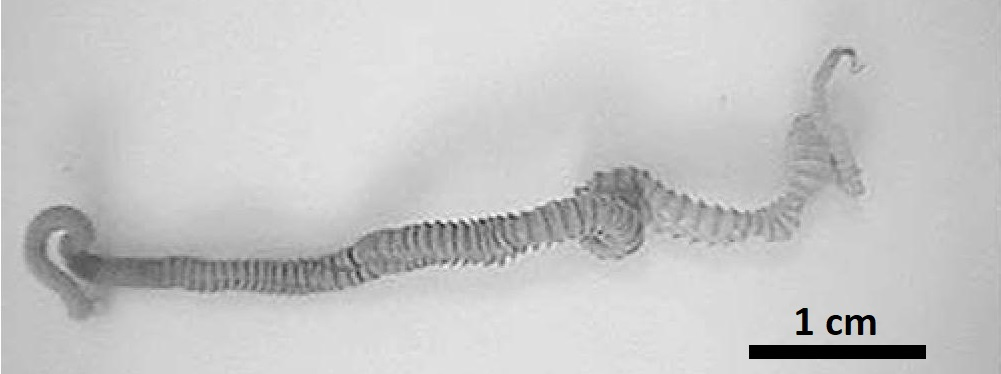
G. ortizi

- Gigantorhynchus echinodiscus (Diesing, 1851)
- Gigantorhynchus lopezneyrai Diaz-Ungria, 1958
- Gigantorhynchus lutzi Machado, 1941
- Gigantorhynchus ortizi Sarmiento, 1954
- Gigantorhynchus pesteri Tadros, 1966
- Gigantorhynchus ungriai Antonio, 1958

## Systématique et taxinomie
Ce genre a été décrit par Otto Hamann (d) en 1892.
Sapelnikov et Malygina en 1977 ont décrit un genre de brachiopodes de ce nom, préoccupé, il est renommé Alairhynchus.

## Publication originale
- (de) Hamann, 1892 : Das system der Acanthocephalen. Zoologischer Anzeiger, vol. 15, p. 195-197 (texte intégral).